# Корилово
Корилово (на гръцки: Ύψωμα Αδελφών Ζαχαροπούλου, старо: Κορύλοβο) е относително ниска планина в най-южните склонове на планината Боздаг (Фалакро) в Северна Гърция. Височината ѝ е 629 m.

## Описание
Корилово е разположена непосредствено североизточно над град Драма. На практика е южно част от Боздаг (Фалакро).
Горската администрация в Драма е засадила хиляди иглолистни фиданки, предимно алепски бор, кипариси и ела на Корилово. Има мрежа от туристически пътеки, както и съоръжения за детски игри, дървени пейки и маси за пинг-понг. На изхода от гората на Корилово е поставен паметник на десетките хиляди жертви от периода на Втората световна война. До върха води също така асфалтиран път с дължина 4 километра. Близо до центъра на Корилово има спортни съоръжения, открит каменен театър, където през лятото се изнасят представления, а има и малък хотел. 
По югоизточния склон на Корилово, работи кариера за мрамор, която разрушава планината.
На хълма, малко преди върха, в 1997 година е поставен кръст от бетон и желязо, в чест на жертвите на окупацията, който се вижда от центъра на Драма и днес е християнският символ на града. Общият размер на конструкцията е 15 метра и тежи 100 тона.
| Име            | Име                                                      | Височина | Местоположение                |
| -------------- | -------------------------------------------------------- | -------- | ----------------------------- |
| Корилово       | Ύψωμα Αδελφών Ζαχαροπούλου, Κορύλοβο, Κορίλοβο, Κορύλοβα | 629 m    | СИ над Драма                  |
| Свети Атанасий | Άγιος Αθανάσιος                                          | 600 m    | ЮИ над Дряново (Монастираки)  |
| Свети Илия     | Προφήτης Ηλίας                                           | 573 m    | ССИ над Дряново (Монастираки) |